# Dollar néo-zélandais

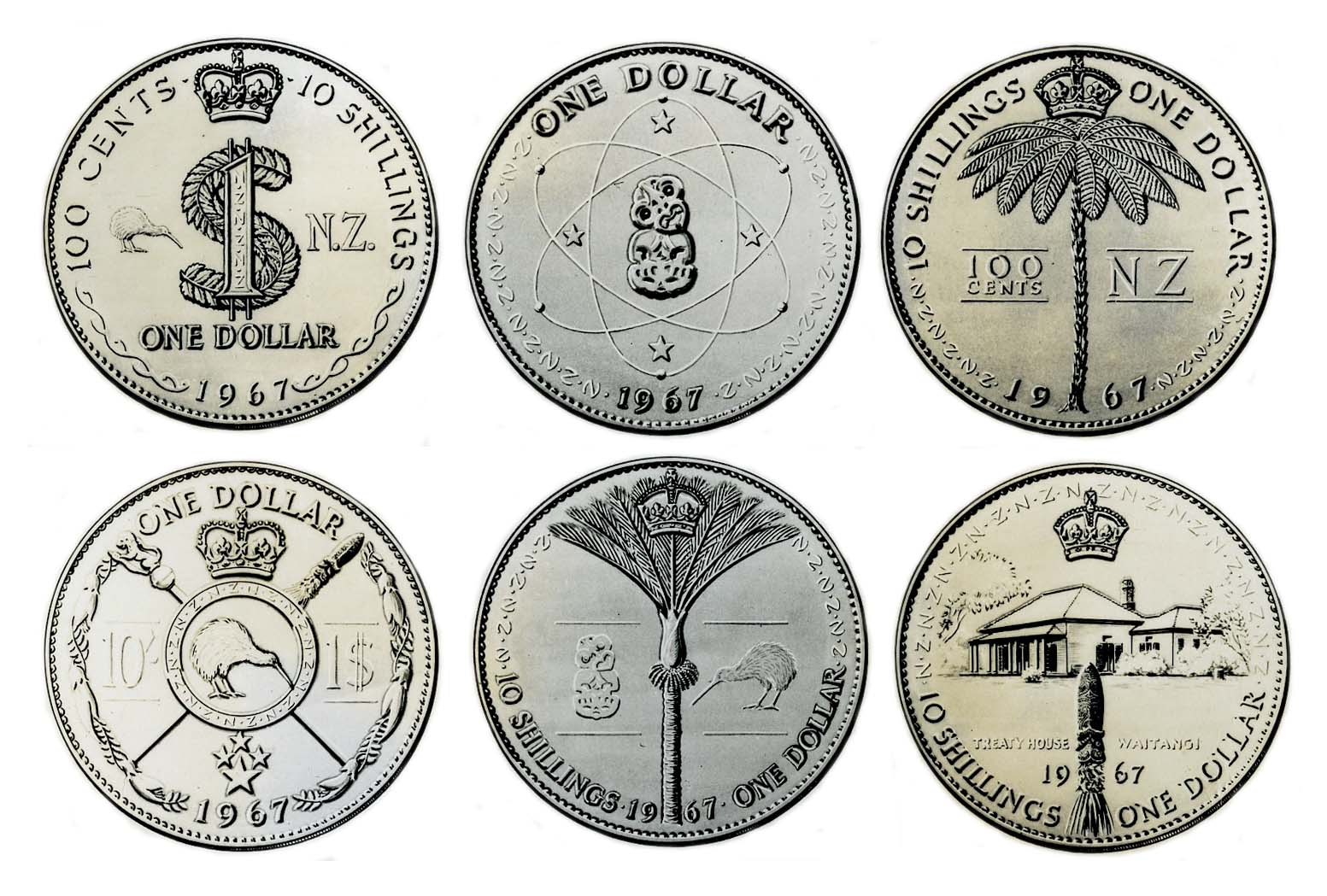

Le dollar néo-zélandais (en anglais : New Zealand dollar ; en maori de Nouvelle-Zélande : Tāra o Aotearoa ; symbole : $ ; code ISO 4217 : NZD, aussi abrégé $NZ ou $N.Z.) est la monnaie officielle de la Nouvelle-Zélande, des îles Cook (qui utilisent également le dollar des îles Cook), Niue, les Tokelau et des îles Pitcairn, territoire britannique d'outre-mer.
La monnaie est introduite le 10 juillet 1967 pour remplacer la livre néo-zélandaise lors de la décimalisation : un dollar néo-zélandais est divisé en 100 cents, 10 cents valent 1 shilling.

## Support physique
La monnaie comporte à la fois des pièces et des billets.

### Billets, série en cours
| Image | Image | Valeur | Dimensions     | Couleur principale | Description                                                      | Description                                                      | Description        | Date de l'introduction |
| Recto | Verso | Valeur | Dimensions     | Couleur principale | Recto                                                            | Verso                                                            | Filigrane          | Date de l'introduction |
| ----- | ----- | ------ | -------------- | ------------------ | ---------------------------------------------------------------- | ---------------------------------------------------------------- | ------------------ | ---------------------- |
|       |       | 5 $    | 135 mm × 66 mm | Orange             | Edmund Hillary Mont Cook                                         | Manchot antipode Scène de l'île de Campbell                      | Reine Élisabeth II | 1999                   |
|       |       | 10 $   | 140 mm × 68 mm | Bleu               | Kate Sheppard Fleurs blanches de camélia                         | Canard bleu Scène de fleuve                                      | Reine Élisabeth II | 1999                   |
|       |       | 20 $   | 145 mm × 70 mm | Vert               | Reine Élisabeth II Bâtiments du Parlement de la Nouvelle-Zélande | Faucon de Nouvelle-Zélande Scène alpestre de la Nouvelle-Zélande | Reine Élisabeth II | 1999                   |
|       |       | 50 $   | 150 mm × 72 mm | Pourpre            | Apirana Ngata Chambre de réunion de Porourangi                   | Kokako Scène feuillue de forêt de conifère                       | Reine Élisabeth II | 1999                   |
|       |       | 100 $  | 155 mm × 74 mm | Rouge              | Ernest Rutherford Médaille de prix Nobel                         | Mohouinae Scène de forêt de hêtre                                | Reine Élisabeth II | 1999                   |

Les billets de 1 et 2 dollars ont été progressivement supprimés à partir de 1991 avec l'introduction des pièces de 1 et 2 dollars.

### Pièces
À partir de 1967, ont été émises des pièces en cuivre de 1 et 2 cents, et de 5, 10, 20, 50 cents en cupronickel.
Depuis le 31 juillet 2006, cinq pièces circulent en Nouvelle-Zélande :
| Image | Image  | Image   | Valeur | Paramètres techniques | Paramètres techniques | Paramètres techniques | Paramètres techniques | Description                                            | Description        | Description                                                        | Date de l'introduction |
| Avers | Revers | Tranche | Valeur | Diamètre              | Épaisseur             | Poids                 | Composition           | Tranche                                                | Avers              | Revers                                                             | Date de l'introduction |
| ----- | ------ | ------- | ------ | --------------------- | --------------------- | --------------------- | --------------------- | ------------------------------------------------------ | ------------------ | ------------------------------------------------------------------ | ---------------------- |
|       |        |         | 10 c   | 20,50 mm              | 1,58 mm               | 3,30 g                | Acier Cuivre-plaqué   | Lisse                                                  | Reine Élisabeth II | Un découpage Māori d'une tête                                      | 31 juillet 2006        |
|       |        |         | 20 c   | 21,75 mm              | 1,56 mm               | 4,00 g                | Acier nickelé         | Lisse avec sept cannelures profondes (fleur espagnole) | Reine Élisabeth II | Découpage de Māori de Pukaki, un chef de la tribu de Ngati Whakaue | 31 juillet 2006        |
|       |        |         | 50 c   | 24,75 mm              | 1,70 mm               | 5,00 g                | Acier nickelé         | Lisse                                                  | Reine Élisabeth II | HM Bark Endeavour et Mont Taranaki/Egmont                          | 31 juillet 2006        |
|       |        |         | 1 $    | 23,00 mm              | 2,74 mm               | 8,00 g                | Bronze en aluminium   | Alternance de parties lisses et de parties cannelées   | Reine Élisabeth II | Kiwi et Cyathea dealbata                                           | 11 février 1991        |
|       |        |         | 2 $    | 26,50 mm              | 2,70 mm               | 10,00 g               | Bronze en aluminium   | Tranche de sécurité                                    | Reine Élisabeth II | Grande Aigrette                                                    | 11 février 1991        |

## Évolution de la valeur
Avant le 10 juillet 1967, la Nouvelle-Zélande utilisait la livre néo-zélandaise qui avait un taux de change fixe par rapport  à la livre sterling.
Le 10 juillet 1967, la Nouvelle-Zélande a adopté un système décimal en introduisant le dollar néo-zélandais au taux de 2 NZD pour 1 £. La nouvelle monnaie restait fixée sur la livre sterling. Le 23 décembre 1971, le cours du dollar néo-zélandais s'est fixé sur celui du dollar américain, délaissant la livre sterling.
Depuis le 4 mars 1985, la valeur du dollar néo-zélandais est déterminée par le marché financier et vaut généralement entre 0,40 et 0,74 dollar des États-Unis, avec des valeurs extrêmes atteintes vers le bas en 2001 et vers le haut au début de 2005 principalement à cause de la chute du dollar des États-Unis.

## Particularités
La pièce de 1 dollar néo-zélandais comportant un kiwi sur une face et la reine Élisabeth II sur l'autre fait partie des célèbres pièces non équilibrées. Cette spécificité la rend plus lourde de quelques grammes au niveau de la face représentant la reine. Bien que cela n'ait pas d'influence sur son utilisation quotidienne, il est bien évidemment déconseillé de l'utiliser pour tirer à pile-ou-face, les résultats étant faussés avec une probabilité de tomber sur pile supérieure à 0,97.